# Полтавський інститут бізнесу міжнародного науково-технічного університету
Полтавський інститут бізнесу є відокремленим структурним підрозділом Міжнародного науково-технічного університету (м.Київ). 

## Загальна інформація
Спеціальності:
- Психологія
- Інженерія програмного забезпечення
- Фізична терапія, ерготерапія
- Фінанси, банківська справа та страхування
- Облік і оподаткування
- Менеджмент

## Інститут сьогодні
Відповідно до пріоритетних напрямків розвитку науки та техніки університет здійснює підготовку фахівців зі спеціальностей орієнтованих на забезпечення безпеки підприємництва у різних галузях: фінансів, обліку і аудиту, менеджменту, права, комп'ютерних систем, екології. 
Навчальні програми університету та його структурних підрозділів повністю відповідають вимогам державних стандартів освіти України й уніфіковані з програмами провідних університетів світу. Це дає університету можливість використовувати найсучасніші освітні технології. 
Як вищий навчальний заклад, університет націлений на найвищу якість викладання і робить вагомий акцент на взаємну відповідальність студентів та викладачів у розвитку професійної майстерності, знань і взаємовідносин.  
Університет пропонує програми підготовки бакалаврів, спеціалістів і магістрів у різних галузях освіти. Зміст кожної із програм — це концентрація сумісних зусиль усього колективу університету разом з українськими та закордонними партнерами. Університет звернути увагу на творчому розумінні та спілкуванні, на вмінні шукати та знаходити те загальне, що є найкращим у кожній культурі, базуючись на індивідуальних особливостях кожного.

## Випускники
- Петренко Павло Іванович — старший солдат Міністерства внутрішніх справ України, учасник російсько-української війни 2014—2017 років.